# Taylortown
Taylortown – miasto w Stanach Zjednoczonych, w stanie Karolina Północna, w hrabstwie Moore.